# Henrique Medina (peintre)
Pour les articles homonymes, voir Henrique Medina (homonymie).

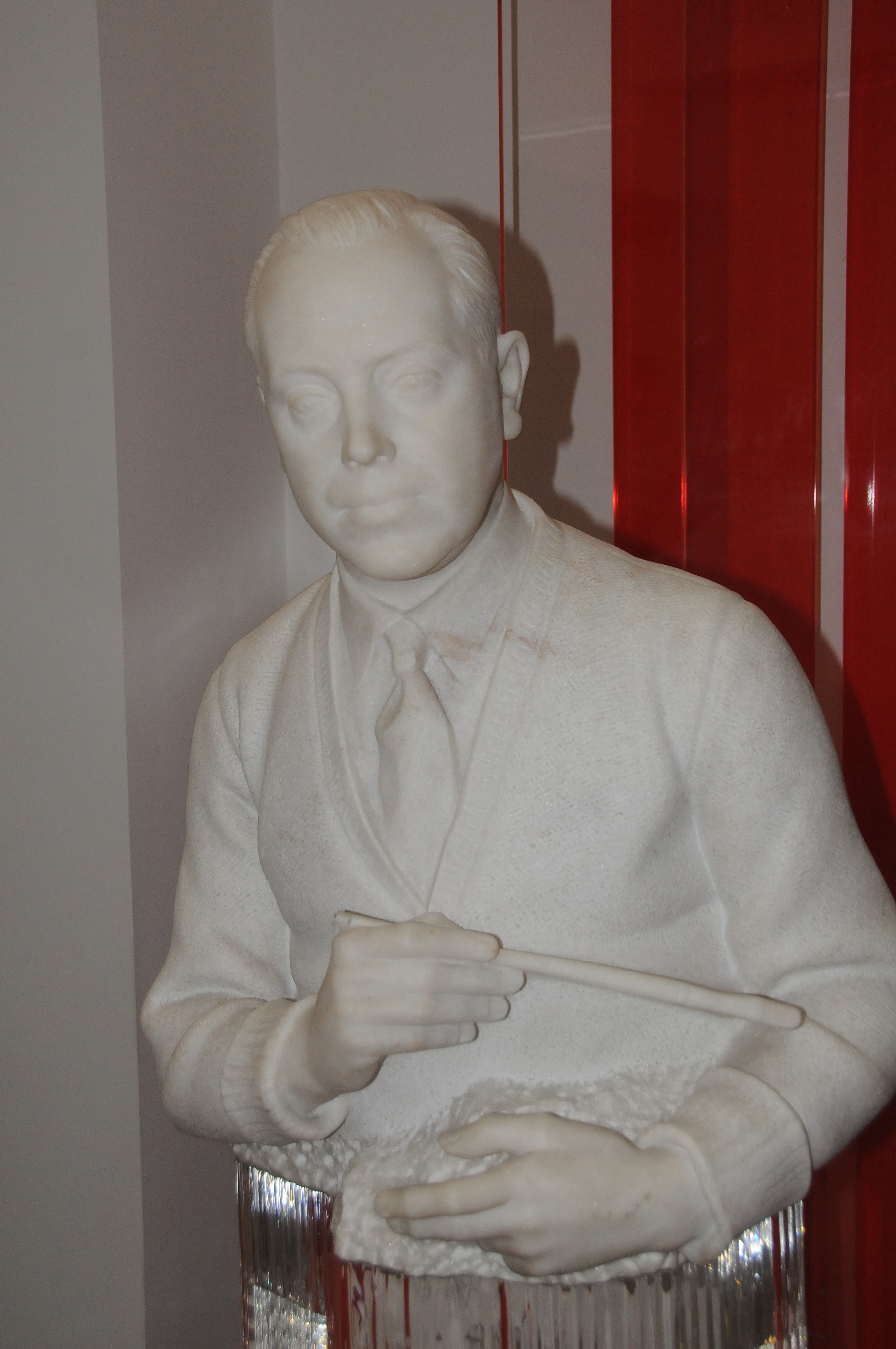
Busto de Henrique Medina de Leopoldo de Almeida no, Braga.

Henrique Medina de Barros, né le 18 août 1901 à Porto, et mort le 30 novembre 1988 , est un peintre portugais.

## Biographie
Né le 18 août 1901 à Porto, il est le fils d'une mère portugaise et d'un père espagnol. En 1919, il interrompt ses études à l'École des Beaux-Arts de Porto (Escola Superior de Belas Artes do Porto), et fait des études à Paris, avec Fernand Cormon et Christian Bérard comme professeurs. Medina était un peintre académique lors du modernisme, et sa carrière ultérieure comme portraitiste eu une portée internationale.
Il a vécu à Londres pendant dix ans, avant d'arriver à Rome, où il a peint le portrait de Mussolini. Il a voyagé à São Paulo, Buenos Aires, Madrid, revint à Paris et se rendit à Stockholm. Il s'est fixé aux États-Unis, où il a vécu à Hollywood, en Californie pendant six ans et fit les portraits de plusieurs actrices. En 1944 il réalise le portrait non corrompu de Dorian Gray pour le film Le Portrait de Dorian Gray, en remplacement de celui peint par Malvin Albright qui ne satisfaisait pas les studios. Ivan Albright, frère de Malvin réalisa le portrait corrompu.
Dans sa jeunesse, Medina avait passé des vacances dans la maison de sa famille dans la banlieue de Marinhas, situé dans la municipalité de Esposende. En 1974, à l'âge de 73 ans il y retourne pour y vivre, et pour peindre des portraits de la vie rurale. Il meurt le 30 novembre 1988. Aujourd'hui, l'école secondaire de Esposende est nommée "Escola Secundária Henrique Medina" (école secondaire Henrique Medina) en son honneur. La plus grande collection de ses œuvres est à Braga, au Musée Medina (en), et est composé de 50 peintures à l'huile et dessins.

### Source de la traduction
- (en) Cet article est partiellement ou en totalité issu de l’article de Wikipédia en anglais intitulé « Henrique Medina » (voir la liste des auteurs).